# 1044
1044 (MXLIV) fue un año bisiesto comenzado en domingo del calendario juliano.

## Acontecimientos
- Benedicto IX, final de su primer periodo (de 3) como sumo pontífice.
- En China se inventa la pólvora para fuegos artificiales y armas.
- 6 de julio: El Sacro Imperio romano-germánico derrota a los húngaros en la batalla de Ménfő.

## Fallecimientos
- Gregorio Ostiense (?- † 9 de mayo de 1044) abad del monasterio de san Cosme y san Damián y obispo de Ostia.
- Samuel Aba de Hungría,  rey de Hungría.